# Beatriz Méndez Leclere
 Beatriz Méndez Leclere (Oruro, 20 de diciembre de 1967) es una de las más importantes mezzosopranos de Bolivia. Cantante de música académica (ópera, zarzuela, cantatas, oratorio y musicales), folclórica y popular. Fundadora y directora del Coro Madrigalista. Docente en la Universidad Mayor de San Andrés y Conservatorio Nacional de Música de Bolivia. Representante de la música y el buen nombre de Bolivia en distintos países del mundo. 

## Cantante
Nació en la ciudad de Oruro, al concluir el colegio se trasladó a la ciudad de La Paz donde realizó sus estudios musicales en el Conservatorio Nacional de Música de Bolivia. Posteriormente, en 1994 hizo un posgrado en Enseñanza Musical en la Universidad de Osaka Japón (Osaka Ongaku Daigaku). 
Su vasta experiencia como cantante inicio antes de concluir sus estudios, participando en la Ópera Madame Butterfly 1988, interpretando el papel de Kate Pinkerton con la Orquesta Sinfónica Nacional de Bolivia bajo la dirección de Carlos Rosso en el Teatro municipal Alberto Saavedra Pérez. En 1989, interpreta el papel de Rosaura en la Zarzuela Los Gavilanes y en 1992 participa de la Comedia Musical “Pinocho” como Hada de los cabellos azules. El mismo año participa del estreno de la “Cantata Solar” de Alberto Villalpando con la Orquesta Sinfónica Nacional de Bolivia bajo la dirección de Freddy Terrazas. 
Al finalizar sus estudios su carrera se desarrolla participando en varios proyectos donde se destacan la participación junto a la Orquesta Sinfónica Nacional de Bolivia en la Opera L’elisir d’amore el año 1994 como Gianetta. La Cantata Stabat Mater de Rossini en 1997 dirigido por David Haendel. La Misa en Do menor de Mozart como solista mezzosoprano el año 2000. El 2002, canta en la Opera Porgy and Best (sinfónico Coral), la Opera La Vida Breve de Manuel de Falla en el papel de la abuela. Y cantando en el papel protagónico en la Ópera Carmen de Bizet. En 2004, canta como Segunda Dama en la Opera La Flauta Mágica de Mozart.
Participó de varios estrenos entre los cuales están: Estreno de Música de Vísperas en las reducciones de Chiquitos – Bolivia 1995, estreno de la Misa Encarnación 1996, Estreno de música de Navidad de los archivos de Moxos y Sucre en la Cumbre de las Américas 1996, estreno de Misa Segunda Clase de Francisco Varayu 1997, estreno Misa San Ignacio de Domenico Zipoli Barroco en Bolivia 1999; proyectos desarrollados junto a Coral Nova como solista bajo la dirección de Ramiro Soriano. Canta como solista en el estreno y la grabación de "Uyariwaycheq" de Cergio Prudencio y la Experimental de Instrumentos Nativos (enlace roto disponible en Internet Archive; véase el historial, la primera versión y la última). (OEIN) 1999. Canta también en el concierto “Homenaje a Goethe” obras de estreno del compositor Javier Parrado 1999. Participó en el Bach Fest 2008 como solista en la Cantata Actus Tragicus de J.S. Bach.
Desde su posgrado en Japón, representó a Bolivia en demás países del mundo. Viajó a Perú el año 1996 junto a Coral Nova para interpretar la Música de Vísperas. En 1998, cantó en el X Festival Internacional de Música de Sarrebourg en Francia, dedicado a la música barroca Americana. Participó del Encuentro Mundial de Coros América Canta IV 2004 en México. En Arequipa Perú, cantó en el concierto de Música para piano, canto y guitarra de la obra del compositor Pedro Ximénez Abril y Tirado el año 2008. Recientemente, participó en la primera y segunda versión del Passport D.C., en el festival "Suma Qamaña" (enlace roto disponible en Internet Archive; véase el historial, la primera versión y la última). Realizado en el National Museum of the American Indian en EE. UU. Su última participación de año en Italia, destaca su perfil de cantante, ello motiva a que nuevamente Oruro incluya en los valores de música de Ópera a la notable Beatriz Méndez Leclere.

## Docente
Paralelamente a su carrera como cantante desempeño trabajo de docencia en materias como canto, práctica coral, técnica vocal, solfeo, lectoescritura musical. Razón por la cual realizó estudios como licenciatura en administración educativa en la Universidad Católica Boliviana "San Pablo" y un Diplomado acerca Reflexiones sobre la educación superior Musical en Bolivia. Trabajó en instituciones de aprendizaje superior como: la Escuela Militar de Música "Adrián Patiño" Viacha, la Universidad Unión Evangélica Boliviana, Universidad Loyola, la Escuela del Alto y el Conservatorio Nacional de Música de Bolivia y la Universidad Mayor de San Andrés. Y fue profesora de técnica vocal en la Sociedad Coral Boliviana.

## Directora
Beatriz Méndez Leclere funda el coro Madrigalista el año 1998 con un grupo de estudiantes de canto lírico para conformar un grupo Coral especializado en un repertorio de mayor complejidad. En los años que lleva de vida realizaron conciertos en la ciudad de La Paz como también en el interior del país (Oruro, Potosí, Cochabamba, Santa Cruz). Participó, representando a Bolivia, en el III Internacional de Música Renacentista y Barroca Americana “Misiones de Chiquitos” (enlace roto disponible en Internet Archive; véase el historial, la primera versión y la última). En Santa Cruz de la Sierra, en el IV Festival Internacional de Coros “José Manuel Olivera” de Cusco –Perú, en la I y II versión del Festival del Sol de la ciudad de El Alto, en el XI Festival Internacional de la cultura en Potosí (2004) festival dedicado a la música antigua y el año 2009 en la segunda versión del Bachfest que se realizó en la ciudad de Cochabamba; en todas estas ocasiones su participación fue registrada en los CD de los respectivos Festivales. El 2010 participó en la primera versión del festival para música Coral y orquesta organizada en Oruro y también fue parte del estreno en Bolivia del Magnificat de Bach en la ciudad de Cochabamba. Dentro de su repertorio ha estrenado en Bolivia La Misa “Quaeramus cum pastoribus” Cristóbal Morales, La Misa en honor a Santa Cecilia de Cicogniani, “A ceremony of Carols” de Britten, el Magnificat de Bach y mucho de su repertorio a capela. 
Siendo uno de sus objetivos la formación musical, pasaron miembros que ahora continúan sus carreras como cantantes en distintos lugares del mundo y existen, también, muchos miembros del coro, que están incursionando en la práctica de la dirección coral y la formación de nuevos Coros en función de crecer y fortalecer el movimiento coral en Bolivia. *

## Grabaciones
- CD Coro Madrigalista 10 aniversario Reminiscencias Pro-Audio Bolivia (2008)
- CD Música Boliviana para piano y canto. Beatriz Méndez L. y Luz Bolivia Sánchez CANTUS (2004)
- CD Barroco en Misiones y catedrales de Bolivia, Misa Brevis y Letanía al Sagrado Corazón de Jesús, Coro Ars Nova y Camerata Concertante. CANTUS (1999)
- CD Orquesta Experimental de Instrumentos Nativos “La Ciudad” “Canto de tierra” "Uyariwaycheq" CANTUS (1997)
- CD Música Contemporánea de Bolivia, Coral Nova, solista soprano, Dir. Ramiro Soriano CANTUS (1997)
- CD Música Navidad, Volumen II, Coral Nova y Orquesta de Cámara. Solista soprano Dir. Ramiro Soriano CANTUS (1997)
- CD Alabanzas a la Virgen, misas y Villancicos de Bolivia. Coral Nova, solista soprano Dir. Ramiro Soriano CANTUS (1996)
- CD Barroco en Bolivia, Música Navidad, Volumen I, Coral Nova y Orquesta de Cámara. Solista soprano Dir. Ramiro Soriano CANTUS (1995)
- CD “Música de Vísperas en las Reducciones de Chiquitos – Bolivia (1691 – 1767), Coral Nova y Orquesta de Cámara. Solista soprano Dir. Ramiro Soriano CANTUS (1995)